# The Ultimate Video Collection
The Ultimate Video Collection е компилация видеоклипове на DVD от рок групата Никълбек. Това е третата видео компилация на DVD албум на групата, и е издадена на 29 януари 2008 г. от Roadrunner Рекърдс. Албумът има платинен сертификат в Канада.

## Видеоклипове
1. Rockstar 4:11
2. If Everyone Cared 3:39
3. Far Away 3:58
4. Savin' Me 3:39
5. Photograph 4:19
6. Figured You Out 3:48
7. Feelin' Way Too Damn Good 4:16
8. Someday 3:27
9. Never Again 4:20
10. Too Bad 3:52
11. How You Remind Me 3:43
12. Leader Of Men 3:30